# Legend Entertainment Company

Logo de Legend Entertainment Company

Legend Entertainment Company (ou Legend Entertainment ou simplement Legend) était un studio de développement de jeux vidéo créé en 1989 par Bob Bates et Mike Verdu. En 1998, la compagnie est rachetée par GT Interactive, qui est racheté en 1999 par Infogrames. L'entreprise avait pour objectif de créer des jeux centrés sur des narrations interactives et se spécialisait dans les jeux d'aventures illustrés en mode texte ; de nombreux jeux étaient alors sous licence et basés sur des romans,.
Après l'acquisition de la compagnie en 1998,, GT Interactive Software, alors éditeur historique des jeux de tir, réoriente la compagnie ; en 1999, celle-ci produit Wheel of Time en utilisant le moteur d'UnrealEngine. À partir de 2001 et jusqu'à 2002, le studio est associé à Epic Games pour produire Unreal II. En 2003, une extension multijoueur, XMP, est publiée gratuitement.
Le 16 janvier 2004[réf. nécessaire], Atari Inc. (GT Interactive Software est racheté en 1999 par Infogrames Interactive, et renommé Infogrames Inc., puis Atari Inc. en 2003) annonce la fermeture définitive de Legend Entertainment et le licenciement de tous ses employés. Le support des anciens jeux de la compagnie fut arrêté, ce qui fit s'élever des critiques.

Logo de Legend Entertainment Company

## Jeux

### Fictions interactives
- Spellcasting 101: Sorcerers Get All The Girls (1990)
- Spellcasting 201: The Sorcerer's Appliance (1991)
- Timequest (1991)
- Gateway (1992)
- Spellcasting 301: Spring Break (1992)
- Eric the Unready (1993)
- Gateway 2: Homeworld (1993)

### Aventures graphiques
- Companions of Xanth (1993)
- Death Gate (1994)
- Superhero League of Hoboken (1994)
- Mission Critical (1995)
- Shannara (1995)
- Callahan's Crosstime Saloon (1997)
- John Saul's Blackstone Chronicles : L'Asile Maudit (1998)

### Jeux de tir
- Star Control 3 (1996)
- Unreal Mission Pack: Return to Na Pali (1999)
- Wheel of Time (1999)
- Unreal II: The Awakening (2003)
- Unreal II: eXpanded MultiPlayer (2003)